# Hogna badia
Hogna badia är en spindelart som först beskrevs av Eugen von Keyserling 1877.  Hogna badia ingår i släktet Hogna och familjen vargspindlar. Inga underarter finns listade i Catalogue of Life.